# Märkische Schule Wattenscheid
Das Märkische Gymnasium ist eines von zwei Gymnasien im Stadtbezirk Wattenscheid von Bochum. Es liegt zentral im südlichen Teil des Bochumer Stadtteils Wattenscheid. 2024 wurden an der Schule 842 Schülerinnen und Schüler von 72 Lehrkräften unterrichtet.

## Geschichte
Die Gemeindevertretung Wattenscheids beschloss im Jahre 1873 wegen des steigenden Bildungshungers des Bürgertums die Errichtung einer Höheren Simultanen Bürgerschule für Jungen, also einer gemeinsamen weiterführenden Schule für Schüler katholischen, protestantischen und jüdischen Glaubensbekenntnisses. Die Schule wurde am 6. Mai 1873 mit 21 Schülern eröffnet. 1875 erhielt sie ihr eigenes Gebäude an der Hochstraße. Gegen Ende des 19. Jahrhunderts wurde die Schule als vollberechtigtes Gymnasium anerkannt, das 1904 die ersten Schüler mit Abitur verließen.
In der Zeit nach dem Zweiten Weltkrieg war die Schule baufällig. Im Jahre 1958 wurde daher das neue Schulgebäude an der Saarlandstraße errichtet. 1998 wurde die Schule um ein neues Gebäude für die Sekundarstufe II und die Jahrgangsstufe 10 ergänzt. An die Schule angeschlossen ist die Stadthalle Wattenscheid, die 1962 eröffnet wurde, gleichzeitig als Veranstaltungshalle und Aula dient, und ebenfalls vom Märkischen Kino, einem deutschlandweit einmaligem Schulprojekt und Wattenscheids einzigem Filmtheater, als Spielstätte genutzt wird.
Die Schule wird heute von zwei Vereinen unterstützt: der Vereinigung der Eltern und Freunde des Märkischen Gymnasiums e. V. und der Vereinigung Ehemaliger Schüler und Schülerinnen sowie der Freunde der Märkischen Schule Wattenscheid e. V.
Seit 2009 ist die Schule Eliteschule des Sports und spezialisiert eine Eliteschule des Fußballs. Für das Schuljahr 2023/2024 ist die Schule als Bündelungsgymnasium ausgewiesen. Zudem feierte die Schule 2023 ihr 150-jähriges Jubiläum, das durch verschiedene Aktionen (u. a. eine Jubiläumsgala, ein großes Picknick mit der Schulgemeinschaft sowie eine 5-tägige Fahrt gemeinsam mit allen Schülerinnen, Schülern und Lehrkräften in die Niederlande) über ein ganzes Jahr lang gefeiert wird.
Es gibt ebenfalls viele Projektmöglichkeiten seitens der Schule, wie ein langjähriges Austauschprojekt mit einer Highschool in Bartow, Florida, und einer Schule in Pärnu, Estland.

## Bekannte Lehrer und Schüler

### Lehrer
- Reinhard Cherubim (1906–1980), Schachspieler, -journalist und -funktionär. Leitete die Schulschachgruppe.
- Winfried Haunerland (1956–2023), katholischer Theologe
- Klaus Ehl (* 1949), Leichtathlet

### Schüler
- Joachim Beckmann (1901–1987), evangelischer Theologe, Präses der Evangelischen Kirche im Rheinland
- Patrick Joswig (* 1975), Schauspieler
- Rainer Kampmann (* 1964), deutscher Medienmanager
- Claudio Raneri (* 1967), Opernregisseur und Coach
- Yasmin Kwadwo (* 1990), Leichtathletin
- Kyra Malinowski (* 1993), Fußballspielerin
- Philipp Mißfelder (1979–2015), Politiker (CDU), MdB
- Johannes K. Rücker (1949–2021), Erwachsenenbildner
- Dirk Schatz (* 1978), Politiker (Piraten), MdL
- Jürgen Schwarz (* 1940), Gymnasiallehrer und Schulbuchautor
- Max Lucks (* 1997), Politiker (Bündnis 90/Die Grünen), MdB